# Bobrovček
Bobrovček (in ungherese Kisbobróc) è un comune della Slovacchia facente parte del distretto di Liptovský Mikuláš, nella regione di Žilina.